# Харабил
Хараби́л (рос. Харабыл) — річка в Азії, на крайній півночі Східного Сибіру у Росії, Республіки Саха. Ліва притока річки Анабар, басейну Моря Лаптєвих.

## Географія
Річка починається на північних схилах височини Сюрехджанги. Тече на північ та північний схід, впадає до Анабару. Має багато стариць, меандрів, піщаних островів, заплавних озер.
Довжина річки — 139 км. Площа басейну — 3180 км². Висота витоку — 178 м, висота гирла — 0,5 м; похил русла — 1,2 м/км. Ширина русла — 40 м у верхнійї, 50 м в середній, 125 м у нижній течії. Швидкість течії — 0,4 м/с у верхній, 0,3 м/с у середній, 0,1 м/с у нижній течії. Глибина — 1,0 м у верхній, 1,1 м у середній, 0,8 м у нижній течії; дно заросле водоростями.